# NGC 3988
NGC 3988 (również PGC 37609) – galaktyka eliptyczna (E) znajdująca się w gwiazdozbiorze Lwa. Odkrył ją John Herschel 13 kwietnia 1831 roku.